# Gymnadenia rhellicani
La orquídea olorosa negra (Gymnadenia rhellicani (Teppner & E.Klein) Teppner & E. Klein, 1998) es una especie de orquídea terrestre perteneciente a la familia Orchidaceae.

## Descripción
Es una orquídea terrestre pequeña o mediana, que prefiere clima fríos en suelos calcáreos de las zonas secas y en las soleadas praderas en elevaciones de 1000 a 2800 metros. Con siete a once hojas basales, extendidas a erectas, de color verde oscuro por el haz, pálido verde el envés, lineales, agudas, de margen serrado finamente y en la parte superior de dos a tres caulinas, a veces hojas rojas. Florece a fines de la primavera y el verano en una sólida y erecta inflorescencia apical que tiene las flores en un racimo, tiene forma de huevo y está perfumada con olor a vainilla o muy picante.

## Distribución
Es nativa de Europa en los Alpes occidentales. Se encuentra en Francia, Alemania, República Checa, Eslovaquia y Suiza.

## Nombre común
- Español: Orquídea olorosa negra
- Alemán: Rhellicanus Kohlröschen
- Francés: Nigritelle noire
- Hornjoserbsce: Rhellicanowa smalnička

## Sinonimia
- Gymnadenia cenisia (G.Foelsche & al.) G.Foelsche & al. 1999
- Nigritella cenisia G.Foelsche & al. 1998
- Nigritella nigra lus. fulva G.Keller in G.Keller & al. 1933
- Nigritella nigra subsp. rhellicani (Teppner & E.Klein) H.Baumann 2004
- Nigritella nigra var. rosea Vis. & Sacc. ex Goiran 1883
- Nigritella rhellicani Teppner & E.Klein 1990
- Nigritella rhellicani f. fulva (G.Keller) Teppner & E.Klein 1990
- Nigritella rhellicani var. rosea (Vis. & Sacc. ex Goiran) Teppner & E.Klein 1990 [2]